# Francisco Durán Domínguez
Francisco Durán Domínguez (17 de noviembre de 1911, Casar de Cáceres, España) es un poeta, autor de los poemas Miedo sabroso y El Mendigo.

## Biografía
De joven trabajó como porqueiro en una piara, con poco tiempo para ir a la escuela y su afición por las letras vino por la lectura de Luis Chamizo y de Gabriel y Galán. Al comienzo de la Guerra civil, Francisco fue prisionero durante varios meses, ocasión que aprovechó para escribir. En estos tiempos escribió Miedo sabroso (1939) y El Mendigo (1940). Desde que salió de la cárcel trabajó en RENFE hasta jubilarse.

## Obra
- Miedo sabroso. —primer premio en Habla popular en la primera edición del concurso de poesía Ruta de lana Plata.—[3]
- Miedo  Ganador en la categoría Habla popular en la segunda edición del concurso de poesía Ruta de lana Plata.—[3]
- El Milagro. —Ganador en la categoría Habla popular en la segunda edición del concurso de poesía Ruta de lana Plata.—[3]
- Lana Pitera. —Accésit en la categoría Habla popular en la segunda edición del certamen.—[3]
- El Mendigo. —Accésit en la categoría Habla popular en la cuarta edición del concurso poesía Ruta de lana Plata.—[3]